# Сръбска демократическа лига
Сръбската демократическа лига (на сръбски: Српска демократска лига) е сръбска националистическа организация, съществувала в Османската империя от 1908 до 1909 година.

## История
След Младотурската революция в 1908 година сръбското правителство решава да създаде пропагандно-политическа организация в Македония. Лигата е основана на Първата сръбска конференция в 1908 година. В първият Временен централен комитет влизат председател Богдан Раденкович, подпредседател Александър Буквич, членове Глиша Елезович, Васил Йованов, Милан Чемерикич, Сава Стоянович, Давид Димитриевич, Джордже Хаджикостич, Йован Шантрич и Велимир Прелич.
Лигата иска признаване на сръбската националност в Македония и сръбски владици за Велешко-дебърската и Охридската епархия.